# Lutzomyia longipennis
Lutzomyia longipennis är en tvåvingeart som först beskrevs av Barretto M. P. 1946.  Lutzomyia longipennis ingår i släktet Lutzomyia och familjen fjärilsmyggor. Inga underarter finns listade i Catalogue of Life.